# Портер Госс
Портер Джонстон Ґосс (англ. Porter Johnston Goss; нар. 26 листопада 1938, Вотербері, Коннектикут) — американський політик-республіканець. Директор ЦРУ з вересня 2004 по травень 2006.

## Життєпис
Закінчив Єльський університет. Госс працював у ЦРУ, зокрема, у Латинській Америці в роки Холодної війни. Після відходу з ЦРУ, він став політиком і був членом Палати представників від штату Флорида у період між 1989 і 2004.